# Batalla del Cerro de las Papas
La batalla del Cerro de las Papas fue un acontecimiento bélico librado en junio de 1928 entre el Ejército Cristero de Durango comandado por Pedro Quintanar y el 40.º batallón federal comandado por el Coronel José Ruíz.

## Antecedentes
Los generales cristeros Trinidad Mora y Pedro Quintanar reunieron sus fuerzas en Huejuquilla el Alto, Jalisco, logrando un importante contingente que agrupaba a los cristeros de Zacatecas, Durango y el norte de Jalisco. Ya reunidos, decidieron tenderle una emboscada al Coronel José Ruíz, debido a que en febrero de 1927 había ejecutado al sacerdote Mateo Correa. Para ello, eligieron el Cerro de las Papas, el punto más alto de la sierra Tepehuán, en la sierra de Santa María Ocotán.

## Emboscada
Un grupo de cristeros de etnia Tepehuán se infiltraron en el ejército federal, por lo que durante un patrullaje internaron al 40.º Batallón al lugar planeado para la emboscada. Llegados al lugar, hicieron señas al batallón para que avanzará sin precauciones, es en ese momento que los cristeros abrieron fuego. Durante el tiroteo los cristeros abatieron al Coronel José Ruíz y 300 hombres que conformaba su tropa.
Un grupo de cristeros de etnia O'dam se infiltró en el ejército federal, y durante un patrullaje internaron al 40.º Batallón al lugar planeado para la emboscada. Llegados al lugar, hicieron señas al batallón para que avanzara sin precauciones, y en ese momento los cristeros abrieron fuego. Durante el tiroteo, los cristeros abatieron al Coronel José Ruiz y a los 300 hombres que conformaban su tropa.
La Guardia Cristera también lograron hacerse de una ametralladora Thompson calibre 45, modelo 1921, núm. 4867, que sería sumamente útil en posteriores enfrentamientos contra el ejército federal, el arma terminó en poder del Grupo Huazamota comandado por Florencio Estrada.

## En la cultura popular
Se han escrito varios corridos en honor a la batalla, uno de los más conocidos es el titulado "El Combate del Cerro de las Papas" (1928). Este corrido menciona que el único sobreviviente de la emboscada fue el Teniente Leandro Valles.